# Евангелион 3.33: Ты (не) исправишь
Evangelion: 3.0 You Can (Not) Redo (яп. ヱヴァンゲリヲン新劇場版:Q Evangerion Shin Gekijoban: Kyu, буквально «Евангелион: Новая киноверсия: Ускорение») — аниме-фильм режиссёров Кадзуи Цурумаки, Масаюки и Махиро Маэды по сценарию Хидэаки Анно. Это третий из четырёх фильмов в тетралогии Rebuild of Evangelion, основанной на оригинальном сериале «Евангелион». Производством занималась Studio Khara. Выход фильма в Японии состоялся 17 ноября 2012 года. 18 декабря 2020 года Evangelion: 3.0 You Can (Not) Redo демонстрировался в кинотеатрах Toho в формате MX4D/4DX. 9 января 2021 года новая версия Evangelion 3.333 показана в системе IMAX. 13 августа 2021 года был размещён на потоковом сервисе Amazon Prime Video вместе с остальными фильмами тетралогии. Мировые кассовые сборы составили 60,6 млн долларов.
До августа 2011 года практически не поступало новой информации, кроме мелких обновлений вроде изображений, размещённых Суйти Хэйси, постановщика и специалиста по компьютерной графике в Studio Khara, с пояснением, что это «самое первое лого Eva 3.0 и изображение Евангелиона-02 от Анно». В июле 2011 года Анно, отвечая на вопросы в журнале Newtype, сказал только: «Просто потерпите».

## Сюжет
Аска Лэнгли Сикинами и Мари Илластриэс Макинами, пилоты Евы-02 и Евы-08, после боя захватывают на околоземной орбите контейнер, в котором запечатаны Ева-01 и Синдзи Икари, после чего Аска доставляет контейнер на Землю. На вершине штаба Nerv Каору Нагиса наблюдает за этим и говорит, что ждал Икари. Позже, на Земле неизвестные люди освобождают Синдзи из Евы-01 и выводят из комы, после чего надевают ему на шею специальный ошейник, который должен помешать мальчику пробудить Еву-01, уничтожив его при этом. Среди незнакомцев Икари встречает уже знакомых ему Мисато Кацураги, Аску и Рицуко Акаги. Все они обращаются с ним холодно, давая понять, что не нуждаются в его помощи. Синдзи требует объяснений, но в это время корабль, на котором он находится, подвергается атаке беспилотных Ев серии «Немезис».
После боя Синдзи узнаёт, что Ева-01 в настоящее время является источником энергии для летающего корабля Wunder, который принадлежит организации Wille, цель которой уничтожить Nerv и все Евы. Рицуко сообщает мальчику, что Рей Аянами, которую Икари спасал в конце предыдущего фильма, погибла. От Аски, которая ведёт себя по отношению к Синдзи очень враждебно, он узнаёт, что был запечатан в Еве-01 на четырнадцать лет и что ни один из пилотов не постарел за это время благодаря так называемому «проклятию Евы». В это время появляется Ева-09, казалось бы, пилотируемая Рей, которая зовёт Синдзи к себе. Мальчик, обескураженный холодным приёмом и думая, что его обманули, рассказав о смерти Рей, следует призыву. Рицуко призывает Мисато привести в действие ошейник, но та колеблется, пока 9-я с мальчиком не покидает зону действия пульта управления ошейником.
Синдзи оказывается в штаб-квартире Nerv, где его отец Гэндо сообщает ему, что в нужный момент он вместе с Каору должен будет управлять новой Евой, 13-й. Затем Гэндо уходит, не отвечая на вопросы сына. За прошедшие 14 лет штаб Nerv сильно изменился, превратившись в обезлюдевшую базу, где всё автоматизировано. Сам Nerv теперь состоит из Гэндо, Кодзо Фуюцуки и Каору, которые работают над проектом согласно инструкциям организации Seele. Из разговора Гэндо с Фуюцуки становится понятно, что командующий Nerv по-прежнему готов довести до конца комплементацию человечества, планируя изменить сценарий Seele. Синдзи пытается сблизиться с Аянами, но та ведёт себя очень странно и не помнит о событиях прошлого. Зато отношения Икари и Нагисы развиваются гораздо лучше, благодаря чему Синдзи чувствует себя не так одиноко.
На рубашке выданной ему утром, обнаруживается нашивка его друга Судзухары. Когда Синдзи спрашивает Каору, что случилось с людьми, которых он знал, Нагиса показывает ему руины ГеоФронта и Токио-3, объяснив, что Синдзи, пробудивший Еву-01, когда спасал Аянами, вызвал Третий удар, почти полностью уничтоживший мир. Он также рассказывает цель текущего проекта: убить всё живое на Земле, что позволит создать существ, которые несут плод жизни.
В коридоре Синдзи встречает Фуюцуки, который приглашает его сыграть с ним в сёги. Во время игры он сообщает мальчику, что его мать, Юи Аянами, находится внутри Евы-01 в качестве системы контроля, а Рей Аянами принадлежит к серии её клонов; та Рей, которая вытащила Икари с корабля Wunder, является всего лишь последним клоном и не проявляет ни одну из черт личности оригинала. Тем временем Ева-13 готова, а у Синдзи нервный срыв. Он не хочет выполнять приказы Гэндо и пилотировать Еву снова, мальчик не доверяет ни отцу, ни Мисато, поэтому Каору, предложив верить ему, снимает с Икари ошейник и надевает на себя. Нагиса сообщает Синдзи, что его надежда — это копья Лонгина и Кассия, которые остались в Еве-06 посреди догмы. Если их захватить, то Nerv не сможет начать Четвёртый удар, зато с помощью Евы-13 и копий можно будет восстановить мир.
Синдзи и Каору активируют Еву-13 и в сопровождении Евы-09, пилотируемой Рей, отправляются в центральную догму к Лилит. Когда они прорываются к трупу Лилит, Каору понимает, что оба копья относятся к одному типу, а не к разным, как ожидалось. Он просит Синдзи не удалять их, в это время их атакует Аска, которая вместе с Мари пытается остановить Икари. Пока Синдзи спорит и дерётся с Аской, Каору пытается понять, почему оба копья одинаковые. Нагиса просит Икари не трогать копья, но тот, находясь в плену желания вернуть прежний мир, всё же достаёт их. По приказу Гэндо Рей обезглавила Еву-06, выпустив двенадцатого Ангела, которого поглощает Ева-13.
Гэндо объявляет совету Seele о завершении проекта комплементации человечества. Пробуждённая Ева-13 вылетает из штаба Nerv и поднимается в небо, начиная Четвёртый удар. Каору понимает, что он, первый Ангел, теперь стал тринадцатым. Ошейник Wille обнаруживает пробуждение Евы-13 и активируется. Wunder, пытаясь не допустить Удара, атакует Еву-13, сам в свою очередь становясь объектом атаки со стороны Евы-09. Рей теряет контроль над Евой-09 из-за активации программы Seele. Аска, пытаясь спасти Wunder, начинает самоликвидацию Евы-02, чтобы уничтожить 9-ю, и катапультируется из Евы. Чтобы остановить Четвёртый удар, Каору забивает оба копья в Еву-13 (в которой они с Синдзи находятся), а также позволяет ошейнику убить себя на глазах Синдзи. Мари сбивает Еву-13, достаёт капсулу с Синдзи и бросает её, призывая его наконец хоть чем-то помочь Аске.
Фуюцуки докладывает, что Четвёртый удар не состоялся, что не обескуражило Гэндо, так как смерть Каору в пробуждённой Еве-13 была лишь частью плана.
Wunder подбирает Еву-08 с Мари и отходит. Аска находит капсулу с полностью деморализованным Синдзи, а после тащит его через руины Токио-3, за ними следует Рей.

## Роли озвучивали
| Актёр            | Роль                     |
| ---------------- | ------------------------ |
| Мэгуми Огата     | Синдзи Икари             |
| Мэгуми Хаясибара | Рей Аянами               |
| Юко Миямура      | Аска Лэнгли Сикинами     |
| Маая Сакамото    | Мари Илластриэс Макинами |
| Котоно Мицуиси   | Мисато Кацураги          |
| Юрико Ямагути    | Рицуко Акаги             |
| Акира Исида      | Каору Нагиса             |
| Фумихико Татики  | Гэндо Икари              |
| Мотому Киёкава   | Кодзо Фуюцуки            |
| Хиро Юки         | Макото Хьюга             |
| Мики Нагасава    | Майя Ибуки               |
| Такэхито Коясу   | Сигэру Аоба              |
| Миюки Савасиро   | Сакура Судзухара         |
| Акио Оцука       | Кодзи Такао              |
| Анри Кацу        | Хидэки Тама              |
| Мария Исэ        | Мидори Китаками          |
| Саяка Охара      | Сумирэ Нагара            |
| Мугихито         | Кил Лоренц               |

## Производство и маркетинг
Фильм был анонсирован в сентябре 2006 года, как часть серии Rebuild of Evangelion с запланированной датой релиза летом 2008 года.
Evangelion: 3.0 впервые был представлен в трейлере, показанном после финальных титров фильма Evangelion: 2.0 You Can (Not) Advance, демонстрирующем Рей и Синдзи внутри Евы-01, покинутые ГеоФронт и Токио-3, удерживаемый в заключении персонал Nerv, «Еву-06, спускающуюся в догму», «Еву-08 и её пилота», а также «детей, на которых пал выбор судьбы». Среди показанных изображений содержались кадры, изображающие пронзённую Еву-01, Каору, встречающегося с неизвестными людьми, Гэндо и Фуюцуки в альпинистской экипировке, гневно кричащего Кадзи с направленным на кого-то пистолетом, Мари, ругающуюся с Рей, за спиной которой стояли ещё три Рей, а также Аску с чёрной глазной повязкой. Трейлер завершается традиционным обещанием Мисато: «Больше фансервиса».
26 августа 2011 года вслед за телевизионной демонстрацией фильма Evangelion: 2.0 You Can (Not) Advance был показан 15-секундный трейлер, включающий демонстрацию Аски, пилотирующей Еву-02 в открытом космосе и содержащий информацию о выходе фильма осенью 2012 года. Во время превью Мисато говорит: «Синдзи Икари пробуждается. Рядом с ним стоит загадочный мальчик. И новый мир ждёт его».
1 января 2012 года на официальном сайте было размещено английское название фильма You Can (Not) Redo. Одновременно с этим появилась информация о том, что четвёртый и последний фильм в серии «ребилда» должен был выйти в 2013 году, но он попал в производственный ад, и премьера состоялась только 8 марта 2021 года.

## Выпуск
Evangelion 3.33: You Can (Not) Redo впервые вышел в 2013 году на японских DVD и Blu-ray от King Records. Формат был анаморфным 2,35:1 (оригинал снят в 2,39:1), а звук LPCM 5.1 и 2.0. Но американская аудитория увидела диски только в 2016 году. С технической точки зрения, качество достойное. Артефакты отсутствуют, нет проблем с алиасингом и подчёркиванием контуров. Компьютерная и традиционная анимация прекрасно обработана, чистая, без дрожания, со сбалансированным контрастом и цветами. Присутствуют две дорожки: английская и японская Dolby TrueHD 5.1 с субтитрами. Наиболее сильно звуковая атмосфера выражена в сцене игры Синдзи и Каору на фортепиано. Дополнения представлены видео о производстве Rebuild of Evangelion 3.33, тизерами и трейлерами. Важным является 52-страничный буклет с информацией о фильме, Евах и персонажах, а также различными иллюстрациями. Выпуск Funimation получил оценку «Настоятельно рекомендуется».
В дополнительные материалы на японский Blu-ray был включён короткометражный фильм Giant God Warrior Appears in Tokyo. В России правами на распространение обладала компания «Реанимедиа». Установлено возрастное ограничение 16+.
25 августа 2021 года фильм был издан на 4K Ultra HD Blu-ray под названием Evangelion 3.333. Это доработанная версия в формате сверхвысокой чёткости. Присутствуют следующие дополнения: процесс повторной съёмки под контролем Хидэаки Анно, раскадровка Evangelion 3.333 и коллекция изображений Махиро Маэды, чего не было ранее. Бонусное видео идёт примерно 64 минуты. Ограниченная серия включает 2 диска (Blu-ray + UHD) в трёхсторонней голубой коробке, буклет и эксклюзивную наклейку с логотипом для тех, кто приобрёл в Evangelion Store.
27 июня 2021 года в токийском зале Shinjuku Baltic 9 состоялась премьера, актёры вышли на сценическое приветствие. Маая Сакамото там же заявила, что Хидэаки Анно рассказал ей секреты о Мари, которую она озвучивает. Есть много всего, о чём никому не говорили. Сакамото добавила, что если не получит разрешения, то ничего не скажет. По её словам, это действительно ужасная вещь. Актриса отказалась от подробностей: «Я заберу в могилу».
30 июня 2021 года был выпущен сборник материалов «Полное собрание сочинений: версия визуальной новеллы». Анно в интервью Collider сказал, что в сюжете есть 14-летний перерыв, поэтому он хотел бы заполнить пробел. Но пока режиссёр не собирается продолжать историю, на которой остановился.
Дополнительное видео под названием Evangelion: 3.0 (-46h), не вошедшее в фильм, впервые доступно на Blu-ray и DVD Evangelion: 3.0+1.11, который был издан 8 марта 2023 года.

## Награды и номинации
- Номинация на премию Японской академии за лучший анимационный фильм года, 2013 — уступил аниме «Волчьи дети Амэ и Юки»[38].
- Japan Media Arts Festival, 2013 — приз за выдающиеся достижения[39].
- Номинация на международном фестивале фантастических фильмов в Каталонии в категории «Лучший анимационный фильм», 2013[40].

## Критика и отзывы
В отличие от других выпусков франшизы, Evangelion: 3.0 You Can (Not) Redo получил достаточно противоречивые и негативные отзывы. Los Angeles Times назвала третью часть «прилизанным аниме-бардаком». В первых шести минутах можно увидеть красивое изображение войны. Судьба вселенной снова зависит от гигантских роботов. Это великолепие на стероидах, череда взрывов, возбуждающе гладких визуальных эффектов и бессмысленных диалогов вместе с визгами. Синдзи выходит из 14-летней комы, чтобы помочь предотвратить апокалипсис, но обнаруживает, что катастрофа уже произошла. Поскольку франшиза пропитана неуклюжей христианской символикой, Каору говорит между уроками игры на фортепиано, что «все грехи можно искупить». Фильм с минимальным развитием персонажей предназначен только для заядлых фанатов. Сюжет запутает любого новичка больше, чем собаку в космосе. Все притязания — это высушенная мелодрама. Большие вопросы вызывал прыжок во времени после событий Evangelion: 2.0 You Can (Not) Advance, из-за чего сюжет был непонятным. Казалось, что Анно никогда не знал, чем закончить историю «Евангелиона». Фильм не из лёгких для просмотра и такой же шокирующий, как пощёчина, которую мастер дзэн даст ученику. Anime UK News оценил на 7 из 10 баллов.
Реакция японской блогосферы оказалась следующей: «Это не то, чего я хотел», «Прости меня, всемогущий Анно, за непонимание. Я сделаю всё возможное, чтобы разобраться», «Да, Анно снова говорит: „Пошли вы!“. Нахер новых мейнстримных фанатов-хипстеров!», «Я не понимаю… но рад, что Аска жива!». Некоторые пригрозили выбросить свои DVD, что уже знакомо. Было странно смотреть на короткометражный фильм-токусацу Giant God Warrior Appears in Tokyo, зная, что мир, в котором внезапно оказывается Синдзи, может легко случиться и в реальности. Напоминание о том, что «Евангелион» и его темы разрушения, воскрешения и человечности актуальны как никогда. «Мир фантастики» считает «Евангелион 3.0: Ты (не) исправишь» самым неоднозначным в серии, непонятным и странным в худшем смысле слова, в отличие от других фильмов. Название стало символичным, потому что Khara долгое время не могла исправить свои же ошибки. Вероятно, именно поэтому четвёртой части пришлось ждать так долго. Кроме того, многие вещи буквально намекают зрителям на прямое продолжение «Конца Евангелиона» с некоторыми добавлениями «ремейка». Данное аниме окончательно определяет, что в центре внимания — персонажи, а не сюжет, как было в оригинальном сериале. Первый фильм посвящён Рей, второй — Аске, третий — Каору. Через них раскрываются разные стороны характера Синдзи и общие взгляды на мир «Евангелиона».
Kotaku описал Evangelion: 3.0 как запутанный и претенциозный. Обозреватель предложил название You Can (Not) Refine. Получился синдром «Жемчуга дракона»: взорвать планету в ключевом моменте сюжетной арки и повторять такое в каждой следующей истории. Когда появилась бомба на шее Рутгера Хауэра, всё сработало именно так, как ожидалось. Логично фильм длился бы 15 минут: Синдзи был в ловушке Евы 14 лет, его отец сумасшедший и хочет покончить с миром, Wille пытается это остановить, Рей мертва, есть её клон, Синдзи осуществил Третий удар, и неизвестно, что будет дальше, поэтому он должен находиться в камере до выяснения обстоятельств. Иначе персонажи теряют всякий здравый смысл. Не ясно, зачем им летающий линкор, где они хотят использовать Еву-01 в качестве источника энергии. У Мари по-прежнему нет причин существовать. Вместе с Аской она выглядит на 14 лет, надуманное объяснение — пилотирование предотвращает старение, создаёт больше проблем, чем решает. Худшая из всех — Мисато, читающая руководство «Как не иметь дела с Синдзи Икари». Важное значение имеет Каору, который говорит, что Синдзи не может угнаться за происходящим. Фраза заставляет понять: ничего не объясняя и бросая парня, как тряпичную куклу, Анно настойчиво ставит зрителей на его место. Типичная история: герой, лишённый правды, присоединяется к плохим парням, стирая грань между добром и злом. Гэндо в очках похож на Кила Лоренца и как будто побывал в Хилл-Вэлли. Были ли отношения с Каору гомосексуальными или нет, они действительно великолепны. Их дружба состоялась гораздо лучше, чем в любом другом воплощении — аниме-сериале, игре и манге. В итоге, Evangelion: 3.0 — это (не) тот фильм, которого все ждали.
Screen Anarchy в обзоре подчеркнул, что Evangelion: 3.0 (не) покинул ремейк-арену. В 2012 году до мировой премьеры оставалось несколько недель, однако ранее было опубликовано так мало, а тизеры представлены настолько расплывчатыми, что имелись весомые сомнения в том, действительно ли фильм существовал. В 2013 году, после показа на фестивале Camera Japan в Роттердаме, возникло желание описать историю одним выражением: «Ничего нет». Ветеранам «Евы» оказалось нечего сказать новичкам. Первые два фильма усиливали напряжение от надвигающейся гибели и потери: в любой момент очередной ангел мог напасть на Японию, и если не остановить его вовремя, то будет конец света и смерть человечества. В третьей части Хидэаки Анно, наконец, перемещает франшизу в другой мир. После долгого ожидания зрители получили нечто «совершенно иное». Хотелось ответить на следующий вопрос: что добавлено? Самая примечательная вещь — суперкорабль и его флот, а это плохая новость. Некоторые люди выходили из кинотеатров разочарованными, увиденное их сильно разозлило. Нет разницы — четвёртый, пятый или шестой удар. Нет эмоциональной увлечённости в происходящее на экране, нет персонажей, за которых можно болеть, и не за что сражаться. Есть Синдзи, без друзей и каких-либо объяснений перемещаемый из одной пустой комнаты в другую, что похоже на пытку психологическим порно. Независимо от того, насколько сильно настраивать «Евангелион», его ядро всегда останется прежним.
Согласно Variety, сериал «Евангелион» считался новаторским, потому что уделял много внимания метафизическим и религиозным аспектам, а также эмоциональным проблемам персонажей, почти не тратя время на сражения роботов с монстрами. Новая версия аниме посвящена визуальной изобретательности и нехватке связного повествования. В 1960-х годах критики могли сказать, что такое великолепное, какофоническое светозвуковое шоу нужно смотреть только в изменённом состоянии сознания. Это полезный подход, который освобождает от запутанной сложности, чтобы расслабиться и ускользнуть от впечатляющих, пульсирующих визуальных эффектов. Тем, кто не полностью погружен в безумную мифологию психологической болтовни эмо-меха эпоса, придётся напрягаться, чтобы понять и гарантированно получить травму. You Can (Not) Redo может заставить почувствовать, что «мозг превращается в козий сыр». Страдание Синдзи из-за разрушений, нанесённых миру в его отсутствие, понятно и уныло. Вызывает недоверие тот факт, что единственная, кто теряет терпение по отношению к нему, — Аска, одноглазая валькирия в красном костюме, чей запал повышает энергетический потенциал. Странные повороты включают эдипово откровение: в гигантской Еве находится сознание матери Синдзи. Изображения создавались как гибрид рисованной и компьютерной анимации, которая обеспечивает плавность движения. Дизайн техники разработан Икуто Ямаситой, флагманский корабль Wunder похож на швейцарский армейский нож. В то время как аниме, выпущенные такими художниками, как Хаяо Миядзаки («Ветер крепчает») и Мамору Осии («Призрак в доспехах»), зарекомендовали себя за пределами фэндома, Evangelion: 3.0 будет хорошо смотреться только у преданных поклонников, да и то не у всех. The Nihon Review точно назвал фильм «дезориентирующим беспорядком».